# Albinas Lozuraitis
Albinas Lozuraitis (* 2. Januar 1934 in Pilis, Rajongemeinde Jurbarkas) ist ein litauischer Politiker und Philosoph.

## Leben
Nach dem Abitur 1952 an der Mittelschule Jurbarkas absolvierte Albinas Lozuraitis 1957 das Diplomstudium der litauischen Sprache und Literatur sowie 1963 promovierte in Philosophie an der Vilniaus universitetas (VU). Von 1957 bis 1992 lehrte er an der VU als Dozent. Von 1992 bis 1996 war er Mitglied im Seimas.
Albinas Lozuraitis war Mitglied von Lietuvos demokratinė darbo partija.

## Familie
Er ist zweimal verheiratet. Mit der ersten Frau hat er zwei Kinder.
Seine zweite Frau ist Loreta Anilionytė-Lozuraitienė (* 1963), Philosophin. Sie haben eine Tochter.